# Sorbus subg. Sorbus
Sorbus es un subgénero de Sorbus perteneciente a la familia de las rosáceas. Comúnmente son conocidos como Serbales. Son nativos de las regiones templadas del hemisferio norte, con la mayor diversidad de especies en las montañas del oeste de China y el Himalaya, donde existen numerosas microspecies.

## Especies seleccionadas
- Sorbus aucuparia
- Sorbus americana
- Sorbus californica
- Sorbus cashmiriana
- Sorbus commixta
- Sorbus decora
- Sorbus esserteauiana
- Sorbus fosteri
- Sorbus fruticosa
- Sorbus glabrescens
- Sorbus harrowiana
- Sorbus hupehensis
- Sorbus insignis
- Sorbus khumbuensis
- Sorbus koehneana
- Sorbus lanata
- Sorbus matsumurana
- Sorbus maderensis
- Sorbus microphylla
- Sorbus oligodonta
- Sorbus pallescens
- Sorbus pekinensis
- Sorbus pinnatifida
- Sorbus pluripinnata
- Sorbus pohuashanensis
- Sorbus pontica
- Sorbus poteriifolia
- Sorbus prattii
- Sorbus pseudovilmorinii
- Sorbus pygmaea
- Sorbus randaiensis
- Sorbus redliana
- Sorbus reducta
- Sorbus rehderiana
- Sorbus retroflexis
- Sorbus rockii
- Sorbus rotundifolia
- Sorbus rufo-ferruginea
- Sorbus rufopilosa
- Sorbus sargentiana
- Sorbus scalaris
- Sorbus scopulina
- Sorbus simonkaiana
- Sorbus sitchensis
- Sorbus stankovii
- Sorbus taurica
- Sorbus ursina
- Sorbus vertesensis
- Sorbus vestita
- Sorbus vilmorinii
- Sorbus wardii
- Sorbus wilfordii